# Prospero De Nobili
Prospero De Nobili (La Spezia, 11 luglio 1858 – Montecarlo, 28 dicembre 1945) è stato un avvocato, politico e imprenditore italiano.

## Biografia
Prospero De Nobili di Vezzano è il figlio del marchese Giuseppe Maria De Nobili e Angiola Samengo. Proviene da una famiglia aristocratica ligure e lo zio, il marchese Gio Batta De Nobili (1824-1886) è stato un deputato italiano nonché il primo sindaco della città di La Spezia nel periodo 1860-1862 e ancora tra il 1869 e il 1871. Alla morte del padre, Prospero ereditò come primogenito il titolo di marchese e signore di Vezzano Ligure, il paese d'origine della sua famiglia.
Il Marchesato di Vezzano comprendeva i comuni di Vezzano Ligure e Beverino, oltre alle frazioni di Carpena e Vesigna (rispettivamente a Riccò del Golfo di Spezia e alla Spezia), Montedivalli (a Podenzana) e Ponzano (a Santo Stefano di Magra).
La morte della madre all'età di 12 anni lascia lui e i suoi due fratelli minori, Giuseppe e Marcello, orfani e ricchi.
Vengono poi adottati dallo zio paterno Giobatta, che ereditò il titolo di marchese nel 1860 dal fratello Giuseppe Maria.
Prospero studiò prima all'Università di Torino nel 1877 e poi all'Università di Genova nel 1880. Qui si laureò in giurisprudenza nel 1881. Ha poi esercitato la professione di avvocato nella sua città natale, La Spezia, presso lo studio legale dell'avvocato Giobatta Da Pozzo.
Nel 1884 un'epidemia di colera colpì gran parte della penisola italiana, dalla Spezia alla Sicilia, e Prospero decise di dedicarsi ad azioni di beneficenza e di soccorso ai malati aderendo al Comitato di Pubblica Sicurezza, composto da 80 membri e guidato da Leopoldo Tagliagambe. Acquisisce così una certa notorietà locale nelle città di Palermo e Napoli, dove assiste le vittime. Sceso il picco della pandemia, il Comitato di Pubblica Sicurezza si scioglie per essere sostituito dalla Società Charitas che si occupa ancora dei malati, ma soprattutto degli orfani causati dal colera. Prospero ne diventa il condottiero, aiutato dalla zia filantropa Silvia Chiarla, moglie dello zio Grimaldo De Nobili. La Società Charitas fu sciolta nel 1885 per mancanza di fondi monetari, ma la sua azione con gli orfani portò negli anni successivi alla fondazione di molti ospizi e orfanotrofi (l'Orfanotrofio Garibaldi, ad esempio, venne fondato nel 1896).
Fu in questi anni che iniziò ad orientarsi verso la politica, aderendo prima al mazzinismo, secondo cui la liberazione dell'Italia era possibile solo attraverso la costituzione di uno stato repubblicano, poi al radicalismo (estrema sinistra) e in particolare al suo interno la corrente dei Democratici Costituzionali. Fu quindi iniziato nel Grande Oriente d'Italia.
Nel 1886 divenne consigliere comunale di La Spezia e poco dopo fu eletto al Consiglio di Vigilanza. Nel 1889 entrò nel consiglio provinciale di Genova poi, nel 1890 e nel 1892, si presentò alle elezioni legislative ma non fu eletto. Alla fine divenne un deputato italiano il 5 aprile 1897 nel quadro della XX legislatura del Regno d'Italia. Sarà rieletto il 16 giugno 1900 nel contesto della XXI legislatura e una terza volta il 30 novembre 1904 per la XXII legislatura. Manterrà quindi il suo incarico di membro del Parlamento fino al8 febbraio 1909.
Nel 1897 fondò il quotidiano La Giovane Democrazia poi anche il quotidiano Il Corriere della Spezia e divenne il leader di un movimento sociale di ispirazione liberale che avrebbe preso il suo nome, il denobilismo, che annoverava tra le sue file ex esponenti dell'alta borghesia e l'aristocrazia di tendenza socialista. L'importanza di questa corrente terminò con la fondazione, nel 1909, dell'Unione dei Partiti Popolari (di tendenza radicale, repubblicana e socialista) ad opera del marchese Gerolamo Doria.
Dal 15 febbraio 1901 a 17 luglio 1903, durante il governo Zanardelli e nel pieno del denobilismo, viene nominato Sottosegretario di Stato italiano per il Ministero del Tesoro. Nel 1903 abbandona questa carica per dedicarsi alla creazione dell'Università Popolare e della Camera di Commercio della Spezia.

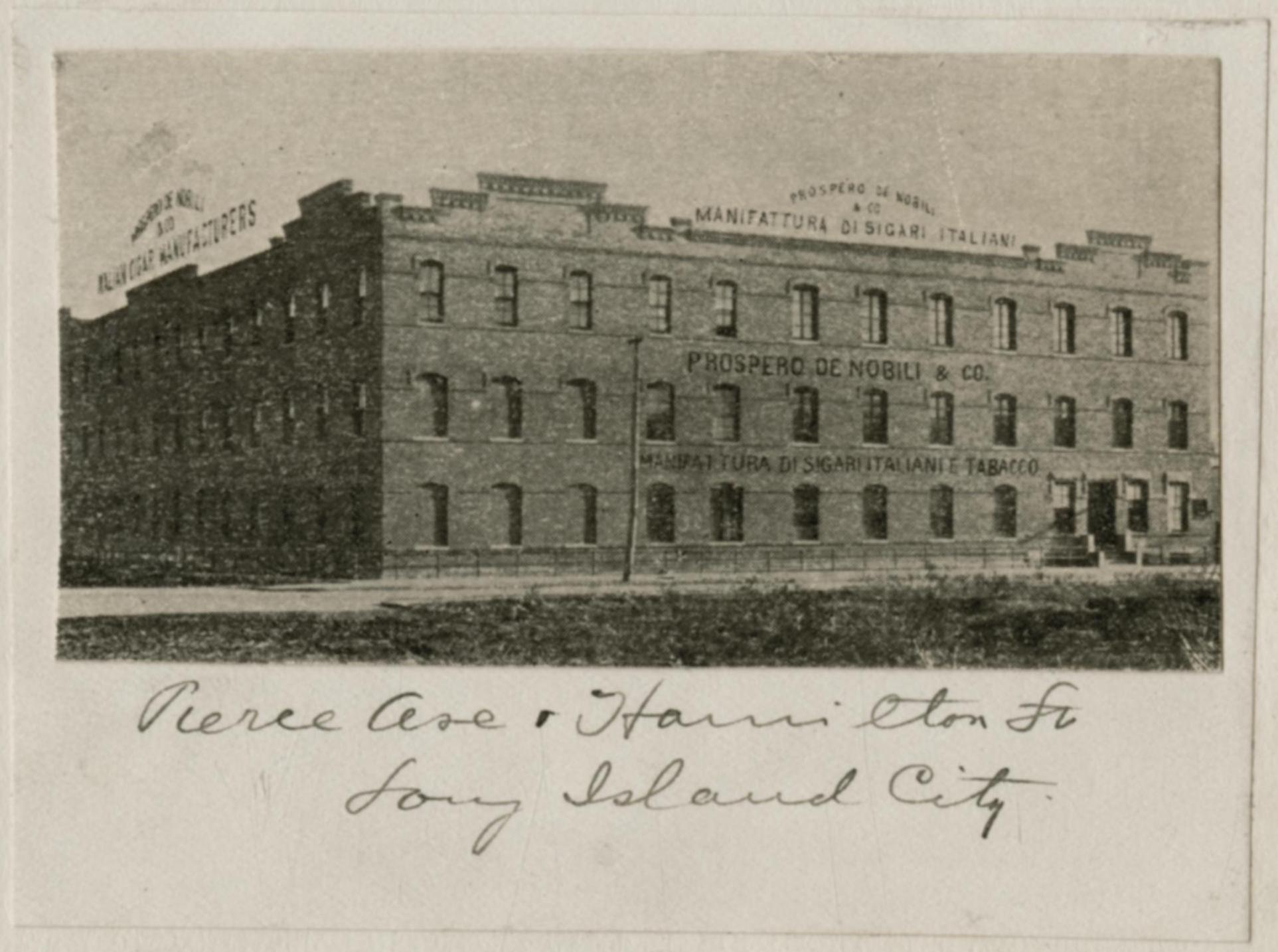
De Nobili Cigar Company, Long Island, New York.
Fonte: Queens Public Library

Nel 1905, aprì una società di produzione di sigari toscani a Long Island, New York, chiamata Prospero De Nobili & Co. o De Nobili Cigar Company. I suoi partner in questo progetto, iniziato nell'ottobre 1905, sono Luigi Merello, Costantino Mariotti, Giovanni Mariotti, Alfredo Arnavas, Adamo Pegazzano e Banca Ramstein Faggioni. Nel 1906, anche se Prospero resta il titolare dell'azienda, ne diviene direttore l'amico Oreste Poggiolini (già direttore responsabile dal 1900 de Il Corriere della Spezia, fondato da Prospero nel 1897).
Nel 1916 muore la prima moglie Elisa Antonietta Hansen lasciandolo con il figlio Rino (1889-1947), futuro diplomatico e deputato italiano, nonché ambasciatore italiano in Belgio e Svizzera.
Prospero si risposò quattro anni dopo, nel 1920, a Sanremo, con Dola Vertès, francese di origine ungherese e sorella del pittore Marcel Vertès (1895-1961).
Insieme avranno Lila De Nobili, celebre disegnatrice, pittrice e scenografa.
Dopo essersi presentato senza successo all'amministrazione comunale, emigrò in Francia nella città di Nizza, in Costa Azzurra, pur continuando a guadagnare attraverso la sua azienda di sigari, molto apprezzata fino agli anni '30. Nel 1920 acquista dal principe greco Georges Maurocordato una villa a Nizza, già nota come Château de Cimiez, oggi villa Nobili, dove visse fino all'inizio della seconda guerra mondiale.
Essendo la moglie Dola Vertès ebrea, Prospero, la moglie e la figlia Lila dovettero fuggire in Svizzera, prima a Ginevra e poi a Montagnola dove il figlio Rino, ex deputato che nel frattempo aveva sposato Elsa Nathan-Berra (nipote del sindaco di Roma Ernesto Nathan), possedeva una villa, ancora oggi conosciuta come Villa De Nobili. Essendo Rino vicino al Partito d'Azione, partito di centrosinistra, qui soggiornarono anche molte personalità esiliate dal regime fascista, tra cui Ugo La Malfa e Ferruccio Parri.
Alla fine della guerra, Prospero De Nobili tornò in Costa Azzurra, ma non poté stabilirsi nella sua villa a Nizza in quanto requisita all'epoca.
È morto il 28 dicembre 1945 presso l'Hôtel de Paris a Montecarlo.
È sepolto nella vicina città di Antibes.